# Chiesa di Santa Maria della Vittoria Nuova
La chiesa di Santa Maria della Vittoria Nuova, conosciuta in passato anche con il nome di chiesa di Santa Maria delle Grazie, è stata un luogo di culto cattolico che sorgeva nel quartiere di Veronetta a Verona, di cui rimane solamente il chiostro del convento a causa dei gravi danni subiti dall'edificio chiesastico durante la seconda guerra mondiale.

## Storia
La comunità dei Girolamini si insediò a Verona nel 1464 grazie all'intervento del generale della congregazione, Filippo Malerba di Sant'Agata. Nel gennaio 1465 il frate riuscì a trovare una sede temporanea nella casa canonicale e nella chiesa di Santa Maria della Vittoria Vecchia, su pagamento di un canone annuo agli Olivetani della chiesa di Santa Maria in Organo. L'obiettivo era però quello di edificare un nuovo convento, visto il gran numero di confratelli arrivati a Verona.
Intorno al 1469 si aprì così il cantiere del convento, grazie al contributo di numerose famiglie; per iniziare i lavori relativi alla chiesa era invece necessaria l'acquisizione di un ulteriore lotto di terreno adiacente al convento, che fu donato solamente nel gennaio 1487. La dimensione del lotto precisate nella donazione, 15×7 pertiche veronesi ovvero 30×14,4 metri, era corrispondente esattamente alla superficie occupata dalla chiesa. L'edificio chiesastico, grazie a ulteriori consistenti contributi, fu terminata entro il 1513, data della sua consacrazione.
Nel 1806, quando nel convento risiedevano ancora sei frati, i napoleonici demanializzarono il convento. I frati si trasferirono pertanto nel convento di San Sebastiano a Venezia, mentre chiesa e parte del convento furono destinati ad uso militare e quindi oggetto di varie trasformazioni nel corso degli anni sessanta dell'Ottocento. Durante la seconda guerra mondiale fu quindi obiettivo del bombardamento del 4 gennaio 1945 che distrusse completamente la chiesa e danneggiò gravemente il convento, quest'ultimo in parte ricostruito.

## Descrizione

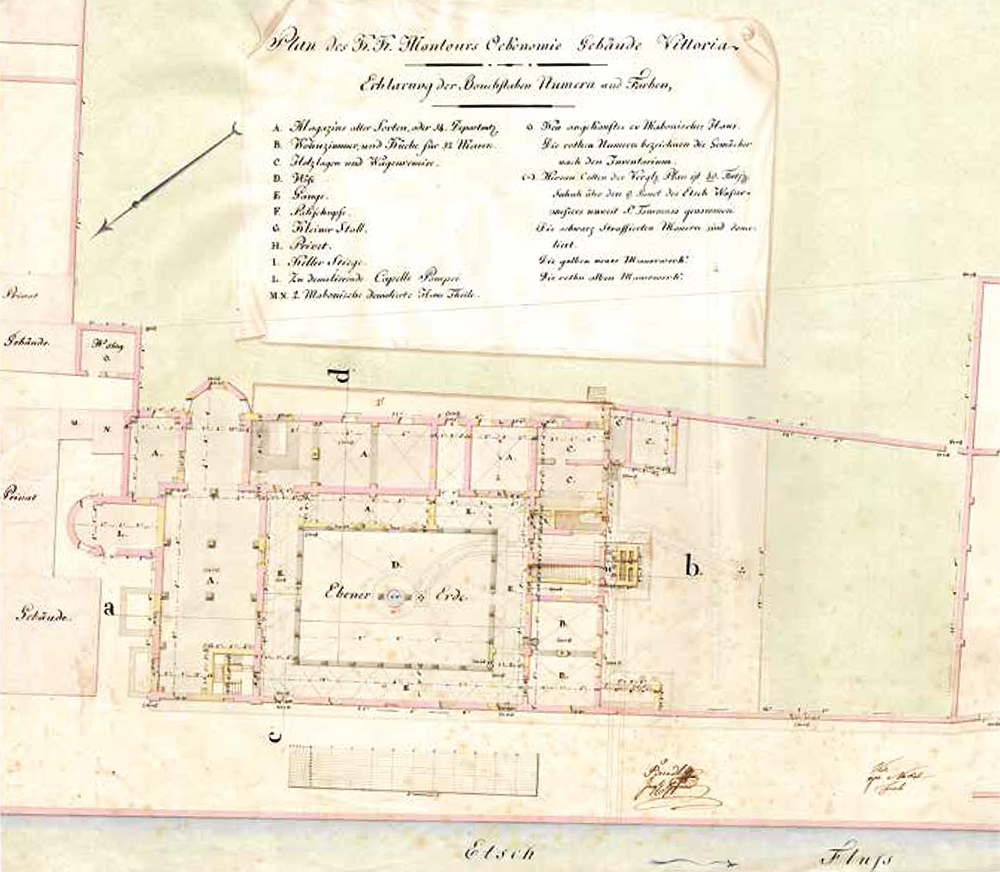
La planimetria del convento nel 1824

Esternamente la chiesa di presentava particolarmente sobria, con la parete laterale scandita da due contrafforti che inquadravano due monofore e sul fronte una facciata a capanna con due finestre e un oculo che illuminavano l'interno.
Internamente era caratterizzata da una planimetria semplice, a navata unica con presbiterio terminale di larghezza ridotta e terminante in un'abside poligonale. 147 Il presbiterio presentava sulle pareti laterali due altari, ricostruiti in marmo nel 1652 e uno ulteriormente rinnovato intorno la metà del XVIII secolo, mentre l'altare maggiore era adornato con la pala Madonna dell'ombrellino di Girolamo dai Libri, realizzata nel 1530 e oggi esposta al museo di Castelvecchio.
Sul fianco settentrionale si trovavano le tre cappelle laterali: la cappella della Santissima Trinità, posizionata in prossimità della controfacciata e terminata entro il 1518; la cappella della confraternita di Sant'Anna, grossomodo al centro della parete; la cappella di San Girolamo, realizzata in prossimità del presbiterio dopo il 1511, coperta da una volta a crociera affrescata da Francesco Morone e terminante in un'abside semicircolare.
Sulla sinistra della cappella maggiore si trovava la sagrestia, un ambiente rettangolare dove era conservata la pala con il Compianto sul Cristo morto di Paolo Veronese, mentre sulla destra era presente il campanile. Lungo la controfacciata si trovava invece un coro sopraelevato, soluzione che consentiva l'isolamento dei frati rispetto al resto dell'aula. Il chiostro, addossato sul fianco meridionale della chiesa, è completamente circondato da un portico ritmato da nove colonne di ordine corinzio semplificato e sette campate con volta a crociera.